# Emilio Lunghi
Emilio Lunghi (Gènova, 16 de març de 1887 – Gènova, 26 de setembre de 1926) va ser un atleta italià que va competir a principis del segle xx.
El 1908 va prendre part en els Jocs Olímpics de Londres, on disputà tres proves del programa d'atletisme: els 800 metres, on guanyà la medalla de plata en quedar rere Mel Sheppard; i els 1500 metres i les tres milles per equips, on quedà eliminat en la ronda preliminar.
Quatre anys més tard va prendre part en els Jocs Olímpics d'Estocolm, on disputà dues proves més del programa d'atletisme: els 400 metres i els 800 metres, quedant eliminat en sèries en ambdues proves.
Entre 1908 i 1914 guanyà nou campionats nacionals italians en sis proves diferents.
- 1 victòria en 400 metres (1908)
- 1 victòria en 800 metres (1914)
- 3 victòries en 1000 metres (1908, 1911, 1912)
- 2 victòries en 1500 metres (1906, 1913)
- 1 victòria en 1200 metres obstacles (1912)
- 1 victòria en 400 metres tanques (1913)